# Republika Jižní Vietnam
Republika Jižní Vietnam bylo označení pro část dnešního Vietnamu v letech 1975-6, krátce po skončení vietnamské války. Republika byla zřízena po zániku Vietnamské republiky (po pádu Saigonu v roce 1975) komunistickou prozatímní vládou, která existovala jako Prozatímní revoluční vláda Jižního Vietnamu od roku 1969 a usilovala o připojení k severnímu Vietnamu. O rok později, po skončení pařížské dohody, byla republika připojena k severní části a vytvořena Vietnamská socialistická republika řízená komunistickou vládou.